# Lidemanska palatset

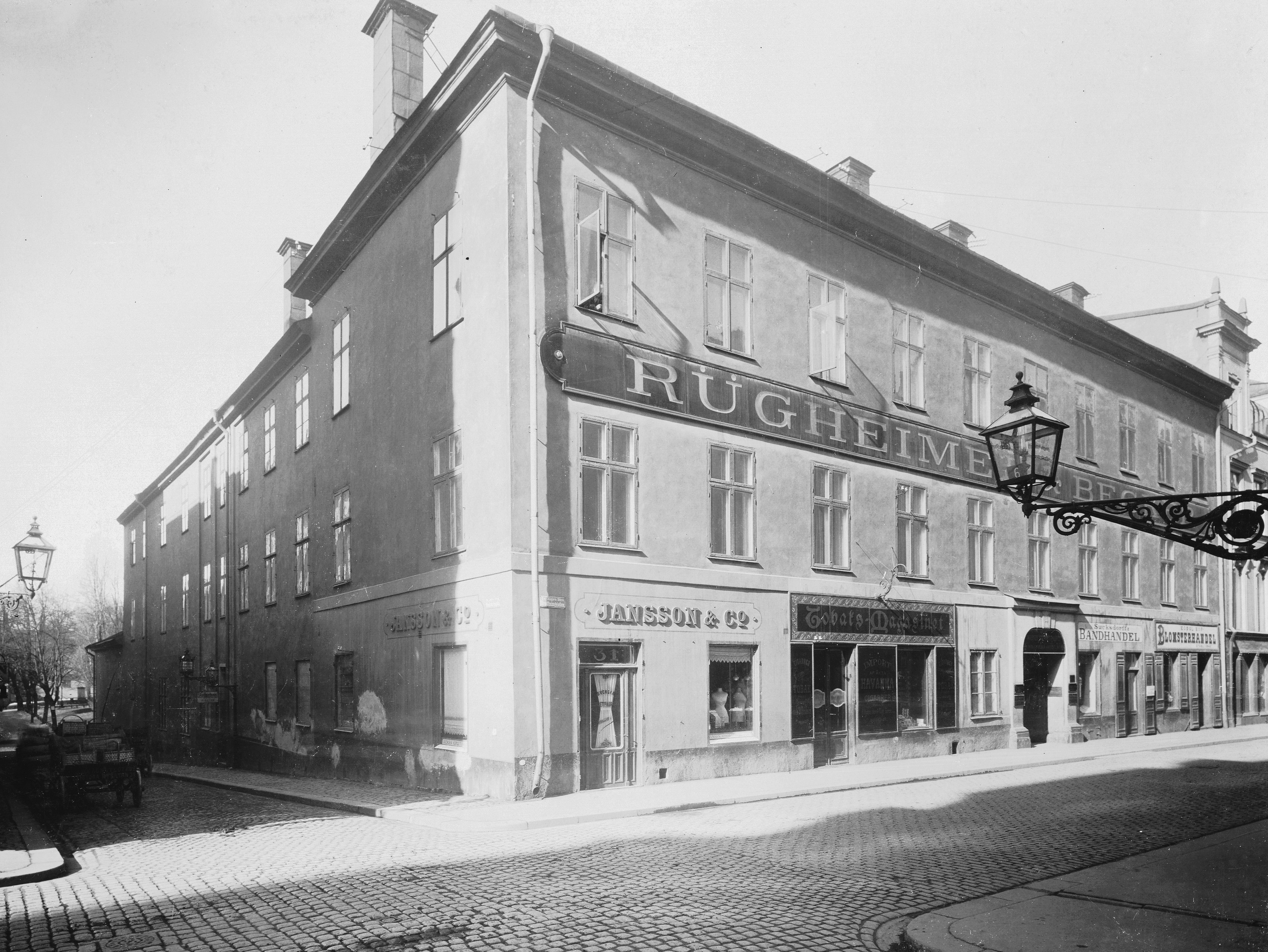
Lidemanska palatset, 1906

Lideman/Grundelska palatset var ett stenhus i kvarteret Hägern större beläget i hörnet Drottninggatan och Brunkebergsgatan på Norrmalm i Stockholm. 

## Beskrivning

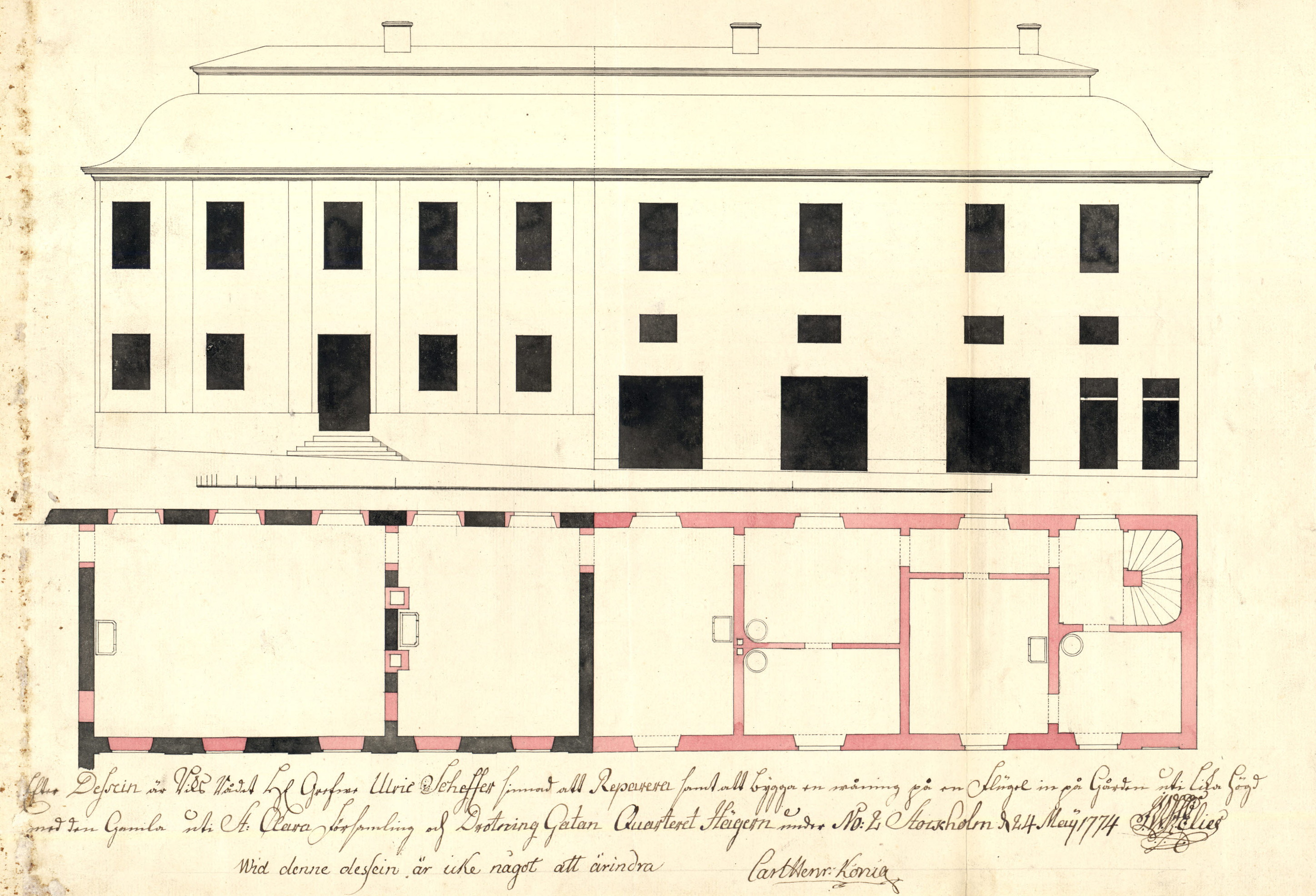
Palatset mot Klara östra kyrkogata, ritning av murmästaren J. Elies 1774.

Byggnaden uppfördes omkring 1680 för den kunglige sekreteraren Petter Lideman och hans hustru Margareta Grundel. Byggnaden framgår i en tomtmätningshandling från 1696 som förvaras i Stockholms stadsarkiv, då änkan Grundel säljer huset till greve Lars Wallenstedt. Byggnaden synes då ha varit ett stenhus i två våningar som upptog hela fastigheten Hägen större 1 med framspringande flyglar mot Klara östra kyrkogata. 
Den södra av Lidemanska husets flyglar finns i en bygglovsritning från 1774, då riksrådet greve Ulrik Scheffer lät bygga ut flygeln mot Klara kyrkas kyrkogård som uppfördes av murmästaren Johan Wilhelm Henric Elies. Av denna ritning framgår att byggnaden kunde rubriceras som stadspalats i det att det hade höga flyglar med fem fönster i varje våning. Dessa hade i analogi med Riddarhuspalatset svängda nedre takfall. Senare ritningar i Stadsarkivet från 1800-talets förra hälft visar att huvudbyggnaden hade ett enklare, lägre tak av säteritakstyp.
Ett foto av ett stucktak i en sängkammare taget strax före husets rivning visar de Lidemanska och Grundelska adelssköldarna i alkovdelen, där deras säng stod. Byggnaden revs 1907 och på fastighetens östra del, Hägern större 12, (hörnet Drottninggatan / Brunkebergsgatan) restes ett nytt affärshus ritat av Adolf Emil Melander. Mot Klara östra kyrkogata restes några år senare Klara församlingshus. Melanders byggnad revs i slutet av 1980-talet för att bereda plats åt Klarahuset som ritades av Nyréns Arkitektkontor.